# Metaborborus stichosus
Metaborborus stichosus är en tvåvingeart som beskrevs av Allen L.Norrbom och Kim 1985. Metaborborus stichosus ingår i släktet Metaborborus och familjen hoppflugor. Inga underarter finns listade i Catalogue of Life.